# Celiptera cometephora
Celiptera cometephora är en fjärilsart som beskrevs av George Francis Hampson 1913. Celiptera cometephora ingår i släktet Celiptera och familjen nattflyn. Inga underarter finns listade i Catalogue of Life.